# (6632) Scoon
(6632) Scoon – planetoida z pasa głównego asteroid okrążająca Słońce w ciągu 3,75 lat w średniej odległości 2,41 j.a. Odkrył ją Edward Bowell 29 października 1984 roku w Stacji Anderson Mesa należącej do Lowell Observatory. Nazwa planetoidy pochodzi od George’a E. N. Scoona (ur. 1936), inżyniera, menedżera i administratora w Europejskiej Agencji Kosmicznej (ESA).